# Внешний долг России
Внешний долг России — обязательства России, возникающие в иностранной валюте.
Обычно под внешним долгом понимают общий внешний долг резидентов России (коммерческих и государственных структур). Иногда говорят только о государственном внешнем долге, то есть долге федеральных органов власти, Центрального банка России и субъектов России.

## История
После распада СССР, в 1991 году, Российская Федерация взяла на себя долги СССР в обмен на отказ бывших союзных республик от причитавшейся им доли в зарубежных активах СССР. Длительное время долг СССР в размере до 110 млрд $ составлял большую часть внешнего долга России. В 90-е годы, практически прекратив погашать долги СССР, Россия начала набирать новые долги.
С 1992 и по 1999 год МВФ восемь раз предоставлял кредиты России на общую сумму 22 млрд $. Средства были направлены на поддержку экономических реформ и покрытие дефицита платежного баланса. Таким образом, внешний долг России неуклонно возрастал и достиг локального максимума в 188 млрд долларов сразу после кризиса 1998 года, в том числе 53 миллиарда $ государственного долга России и 98 миллиардов $ — долги бывшего СССР.
После кризиса 1998 года государственный долг начал сокращаться, уменьшая и общий внешний долг. С 2000 года Россия ни разу не обращалась за кредитами МВФ, а её общая задолженность перед Фондом сократилась к 2004 году до 5,1 миллиарда долларов. В январе 2005 года Россия выплатила МВФ весь объём накопленной задолженности, полностью погасив тем самым свои обязательства перед этой организацией. В результате длительных переговоров, к концу августа 2006 Россия осуществила досрочные выплаты 22,5 млрд долларов по кредитам Парижского клуба, после чего её государственный долг составил 53 млрд долларов (9 % ВВП).
По данным официальных соглашений России относительно урегулирования долгов бывшего СССР с разными странами, Россия заплатила, например, Уругваю 1,2 млн $, Чехии — 352,5 млн $, Болгарии — 38,5 млн $, Словении — 129,2 млн $, ОАЭ — 580 млн $. Часть этих долгов оплачивалась не деньгами, а поставками товаров или услуг (в основном строительных). В 2013 году Россия произвела выплаты Финляндии, Чехии и Черногории, по долгу СССР, на общую сумму 3,65 млрд долларов. Долг перед Китайской Народной Республикой погасили в 2015 году, заплатив 400,97 млн швейцарских франков, из которых 50,1 миллиона были погашены поставками российской промышленной продукции и выполнением научно-исследовательских разработок в области медицины. В 2016 году Россия окончательно рассчиталась с Кувейтом — основной долг в размере 1100 млн $ оплатили деньгами, а 620 млн $ — поставками российской высокотехнологичной продукции. 8 августа 2017 года был выплачен последний государственный долг Боснии и Герцеговине, кредитору бывшего СССР, в размере 125,2 миллиона долларов.
К 2002 году общий внешний долг упал до 146 млрд $ USD. С начала 2000-х годов экономическая ситуация в стране сделала доступными иностранные коммерческие кредиты. Превалировавший в 90-е годы государственный долг продолжил уменьшаться, но бурный рост коммерческого кредитования довел общий внешний долг до полутриллиона долларов к 2008 году. Мировой экономический кризис 2008 года вынудил заметно уменьшить объёмы внешних заимствований. Тем не менее уже через год рост заимствований возобновился, а к 2012 году уровень долгов достиг докризисных показателей.
Очередного максимума общий долг достиг к лету 2014 года, превысив 700 млрд $ USD. Летом 2014 года в рамках санкций в связи с событиями на Украине западным финансовым институтам запретили предоставлять кредиты резидентам Российской Федерации. Размер долга стал стремительно уменьшаться. Пиковые выплаты по внешнему долгу пришлись на зиму 2014—2015 года, когда за несколько месяцев было выплачено более 100 миллиардов долларов, что стало одной из причин крупного валютного кризиса в России и резкого обрушения курса рубля. За год после объявления моратория на кредитование долг России уменьшился почти на 200 миллиардов долларов. Золотовалютные резервы России также значительно сократились.

### Долг СССР
При распаде СССР Российская Федерация взяла на себя долги СССР, в обмен на отказ других республик от общесоюзных активов (долги других стран СССР, зарубежная недвижимость, алмазный фонд и др.). Однако величина активов была явно переоценена: размер только финансовых активов (задолженность по советским кредитам, предоставлявшимся зарубежным странам) — свыше 140 млрд долл. по официальному курсу Госбанка на момент распада СССР. Крупная зарубежная собственность, алмазный фонд, золотовалютные резервы и прочие активы бывшего СССР должны были обеспечить перевес над долгами СССР.
На практике надежды на финансовые активы оказались во многом не оправданными. По оценке ВЭБ, сделанной уже в середине 90-х годов, больше половины долгов СССР можно отнести к разряду безнадежных. Вступая в Парижский клуб в 1997 году, Россия имела в активе около 150 млрд долл., которые должны были ей как правопреемнице СССР развивающиеся страны, в первую очередь Эфиопия, Мозамбик, Йемен, Вьетнам, Алжир, а также другие страны Африки и Азии. При этом, подчиняясь уставу Парижского клуба, Россия была вынуждена списать своим должникам большой объём долгов за поставку оружия (военные долги составляли около 80 % от общего объёма российских активов). Кроме того, Россия стала обязанной списывать долги странам, относящимся к разряду «бедных» и «развивающихся». В итоге, после вступления в Парижский клуб оказалось, что Россия может претендовать на сумму менее 8 млрд долл., что составляет чуть больше 5 % от общей суммы дебиторской задолженности СССР.
После принятия на себя в полном объёме долгов СССР Россия столкнулась с необходимостью соблюдения напряженного графика обслуживания внешнего долга. В течение четырёх лет (1992—1995) предстояло погасить почти 60 млрд долл., а с таким объёмом долговых выплат не могла справиться российская экономика. Фактически тогда начались первые российские технические дефолты: кредиторы (прежде всего, члены Парижского и Лондонского клубов) все это время, не объявляя суверенного дефолта, предоставляли отсрочки платежей. Всего до заключения всеобъемлющих соглашений о реструктуризации только в рамках Лондонского клуба была предоставлена двадцать одна 90-дневная отсрочка платежей.
В 1992 году страны «семёрки» приняли решение о предоставлении России пакета западной помощи в размере 24 млрд долл. Из этой помощи Россия реально получила 13,6 млрд долл., но в этот пакет помощи были включены отсрочки по уплате долга в размере 7,2 млрд долл. Положительная оценка Западом российских реформ сказалась в целом на отношении кредиторов к реструктуризации.
Переговоры России с Парижским клубом кредиторов нашли отражение в Соглашении от 2 апреля 1993 года. Данная договорённость касалась только платежей, просроченных в 1992—1993 годах, хотя отсрочка по этим платежам предоставлялась на достаточно продолжительный период — 10 лет, в том числе давался льготный период в 5 лет. После трехлетних переговоров со странами Парижского клуба в апреле 1996 г. удалось заключить рамочное соглашение о реструктуризации всей суммы накопленных долгов. По состоянию на начало 1996 года задолженность Парижскому клубу оценивалась примерно в 38 млрд долларов. Соглашение закрепило договоренность о реструктуризации накопленного долга и средний срок выплаты этих долгов увеличился от 19 лет до 24 лет. В результате реструктуризации на период до 2020 г. должно было быть выплачено 45 % всего долга, а 55 %, включавшие краткосрочные обязательства, — до 2115 г. При этом выплаты должны были начаться только после окончания льготного периода и осуществляться нарастающими платежами.
Одновременно с переговорами по Парижскому клубу проходили переговоры с Лондонским клубом. В ноябре 1995 года во Франкфурте-на-Майне между Правительством России и представляющим интересы Лондонского клуба кредиторов Банковским консультативным комитетом был подписан Меморандум о согласованных принципах глобальной реструктуризации долга бывшего СССР Лондонскому клубу, включая проценты на длительный срок (до 25 лет) и о предоставлении льготного периода (до 6 лет). Ответчиком по долгу был определён ВЭБ. Подписание Меморандума означало достижение принципиальной договоренности по реструктуризации. После этого осуществлялась выверка задолженности, в ходе которой были проанализированы свыше 27 тыс. отдельных долговых требований 423 кредиторов в 15 валютах. Такого масштаба сделки не было за всю предыдущую историю клуба.
На официальных кредиторов, не входящих в Парижский клуб, приходилось в 1993 г. примерно 33 млрд долл., или 30 % всего долга. Так, соответствующие соглашения были заключены с бывшими европейскими странами СЭВ. В результате зачета взаимных задолженностей с Польшей и Болгарией внешняя задолженность России сократилась на более чем 9 млрд долл. Были подписаны подобные соглашения, регулирующие отношения по советским долгам, с Республикой Корея, Турцией, Кувейтом и некоторыми другими государствами.
С 2000 по 2003 г. Правительством Российской Федерации были приняты ряд постановлений, касающееся урегулирования части внешнего долга СССР, В результате задолженность бывшего СССР перед Лондонским клубом кредиторов, переоформленная в результате реструктуризации 2000 года в суверенные еврооблигации, учитывалась ЦБ уже в составе нового российского долга. На 1 января 2001 года эти обязательства оценивались в 20,5 млрд долларов (34,2 % нового российского официального долга по состоянию на 1 января 2001 года).
На 1 января 2001 года долг бывшего СССР состоял из долга Парижскому клубу кредиторов (40,2 млрд долларов, или 59 % долга бывшего СССР), долга бывшим социалистическим странам (14,3 млрд долларов, или 21 %), задолженности по облигациям внутреннего государственного валютного займа (1,2 млрд долларов, или 2 %), а также прочей задолженности (12 млрд долларов, или 18 %), включающей преимущественно долги странам — не членам Парижского клуба.
Долги бывшего СССР перед Парижским клубом Россия досрочно выплатила в 2005 году (15 миллиардов) и в 2006 году (почти 24 миллиардов долларов). С некоторыми странами Россия тоже решила рассчитаться не наличными, а продукцией. На поставки российских самолётов Бе-200 в счет долга согласилась Португалия, а Финляндии были поставлены товары на 30 млн долларов (что это за товары, не сообщается — говорится только, что они будут «высокотехнологичными»).
Задолженность бывшего СССР по состоянию на 1 января 2008 года сократилась с 9,4 до 7,1 млрд долл. После осуществления в августе 2007 года основных выплат Парижскому клубу кредиторов объём обязательств перед входящими в него странами не превышал 0,1 млрд долларов (менее 1,0 % долга бывшего СССР). На долг перед бывшими социалистическими странами приходилось 1,5 млрддолларов (21,2 %), на обязательства перед нерезидентами в форме ОВГВЗ — 2,0 млрд долларов (28,3 %), на прочие категории, включая задолженность перед официальными кредиторами, — 3,5 млрд долларов (49,5 %). В дальнейшем, к 2017 году долги бывшего СССР были полностью погашены.

## Общий внешний долг
На графике и в таблице показана динамика внешнего долга Российской Федерации в миллионах долларов США. Федеральный долг, долг СССР, долг Центрального Банка России и долги субъектов России составляют государственный долг России.
| Дата       | Общий внешний долг | Долг компаний | Долг банков (кроме ЦБ РФ) | Федеральный долг (без СССР, ЦБ и субъектов РФ) | Долг Центрального банка РФ | Долг субъектов РФ | Долг СССР |
| ---------- | ------------------ | ------------- | ------------------------- | ---------------------------------------------- | -------------------------- | ----------------- | --------- |
| 01.01.1994 | 118 007            | 803           | 1 304                     | 9 920                                          | 1 474                      | —                 | 104 507   |
| 01.01.1995 | 126 810            | 1 229         | 2 277                     | 12 770                                         | 493                        | —                 | 110 040   |
| 01.01.1996 | 132 850            | 2 906         | 4 692                     | 18 824                                         | 706                        | —                 | 105 722   |
| 01.01.1997 | 153 044            | 5 506         | 8 669                     | 34 728                                         | 438                        | 6                 | 103 697   |
| 01.01.1998 | 182 883            | 14 797        | 18 153                    | 53 331                                         | 231                        | 1 232             | 95 139    |
| 01.01.1999 | 188 534            | 19 990        | 10 011                    | 53 743                                         | 4 151                      | 2 417             | 98 222    |
| 01.01.2000 | 178 256            | 21 518        | 7 735                     | 46 715                                         | 3 464                      | 2 049             | 96 775    |
| 01.01.2001 | 160 234            | 21 513        | 8 953                     | 58 545                                         | 3 171                      | 1 193             | 66 859    |
| 01.01.2002 | 146 553            | 22 511        | 11 305                    | 48 477                                         | 2 308                      | 1 004             | 60 950    |
| 01.01.2003 | 151 302            | 32 795        | 14 158                    | 46 288                                         | 1 050                      | 1 085             | 55 926    |
| 01.04.2003 | 153 215            | 36 167        | 13 947                    | 44 870                                         | 1 728                      | 1 060             | 55 443    |
| 01.07.2003 | 158 166            | 39 682        | 16 793                    | 42 649                                         | 1 790                      | 1 055             | 56 197    |
| 01.10.2003 | 165 834            | 45 432        | 18 727                    | 42 079                                         | 2 835                      | 1 094             | 55 668    |
| 01.01.2004 | 184 955            | 54 139        | 24 834                    | 43 688                                         | 2 738                      | 1 264             | 58 292    |
| 01.04.2004 | 189 539            | 60 223        | 25 054                    | 44 930                                         | 3 840                      | 1 376             | 54 116    |
| 01.07.2004 | 192 349            | 65 461        | 24 270                    | 43 025                                         | 4 485                      | 1 417             | 53 692    |
| 01.10.2004 | 193 199            | 67 478        | 25 489                    | 42 703                                         | 3 398                      | 1 368             | 52 763    |
| 01.01.2005 | 213 335            | 75 597        | 32 336                    | 43 152                                         | 4 682                      | 1 633             | 55 936    |
| 01.04.2005 | 219 353            | 84 309        | 34 448                    | 38 104                                         | 7 885                      | 1 526             | 53 081    |
| 01.07.2005 | 227 829            | 90 193        | 37 634                    | 38 699                                         | 9 031                      | 1 472             | 50 799    |
| 01.10.2005 | 226 708            | 102 199       | 43 380                    | 35 907                                         | 9 241                      | 1 326             | 34 654    |
| 01.01.2006 | 257 204            | 125 028       | 50 119                    | 35 652                                         | 10 954                     | 1 185             | 34 268    |
| 01.04.2006 | 273 280            | 130 036       | 57 171                    | 34 510                                         | 16 562                     | 1 202             | 33 799    |
| 01.07.2006 | 289 110            | 143 561       | 66 671                    | 32 179                                         | 12 466                     | 791               | 33 442    |
| 01.10.2006 | 269 512            | 136 693       | 78 440                    | 32 945                                         | 9 035                      | 905               | 11 494    |
| 01.01.2007 | 313 214            | 163 472       | 101 094                   | 33 844                                         | 3 928                      | 1 486             | 9 390     |
| 01.04.2007 | 355 587            | 192 615       | 110 834                   | 33 000                                         | 8 762                      | 1 518             | 8 857     |
| 01.07.2007 | 399 548            | 219 332       | 131 270                   | 30 798                                         | 8 161                      | 1 462             | 8 527     |
| 01.10.2007 | 438 836            | 238 379       | 147 987                   | 29 956                                         | 12 803                     | 1 556             | 8 155     |
| 01.01.2008 | 464 384            | 261 115       | 163 978                   | 28 745                                         | 1 912                      | 1 534             | 7 100     |
| 01.04.2008 | 482 501            | 271 450       | 171 601                   | 28 189                                         | 2 587                      | 1 670             | 7 004     |
| 01.07.2008 | 533 423            | 302 504       | 192 961                   | 28 435                                         | 3 293                      | 1 546             | 4 682     |
| 01.10.2008 | 540 232            | 306 400       | 197 895                   | 26 553                                         | 3 366                      | 1 451             | 4 567     |
| 01.01.2009 | 479 823            | 281 354       | 166 222                   | 23 624                                         | 2 762                      | 1 312             | 4 550     |
| 01.04.2009 | 445 526            | 269 303       | 146 358                   | 21 744                                         | 2 480                      | 1 206             | 4 434     |
| 01.07.2009 | 465 886            | 290 315       | 141 584                   | 24 100                                         | 3 937                      | 1 516             | 4 432     |
| 01.10.2009 | 473 398            | 294 180       | 135 800                   | 25 058                                         | 12 221                     | 1 688             | 4 451     |
| 01.01.2010 | 466 294            | 293 184       | 127 157                   | 26 300                                         | 14 630                     | 1 834             | 3 189     |
| 01.04.2010 | 462 840            | 290 291       | 128 976                   | 25 758                                         | 12 227                     | 2 439             | 3 149     |
| 01.07.2010 | 456 956            | 287 504       | 122 059                   | 29 920                                         | 11 916                     | 2 486             | 3 072     |
| 01.10.2010 | 476 186            | 289 139       | 139 964                   | 29 384                                         | 12 234                     | 2 483             | 2 983     |
| 01.01.2011 | 488 537            | 297 805       | 144 146                   | 29 292                                         | 12 035                     | 2 359             | 2 900     |
| 01.04.2011 | 508 361            | 311 532       | 149 014                   | 30 096                                         | 12 424                     | 2 509             | 2 786     |
| 01.07.2011 | 538 120            | 329 693       | 158 916                   | 31 658                                         | 12 676                     | 2 480             | 2 697     |
| 01.10.2011 | 525 578            | 321 747       | 157 217                   | 30 061                                         | 11 765                     | 2 211             | 2 577     |
| 01.01.2012 | 538 884            | 329 842       | 162 764                   | 31 081                                         | 11 547                     | 1 141             | 2 510     |
| 01.04.2012 | 557 521            | 339 825       | 169 234                   | 32 798                                         | 12 076                     | 1 177             | 2 410     |
| 01.07.2012 | 570 652            | 341 725       | 175 357                   | 38 411                                         | 12 041                     | 800               | 2 319     |
| 01.10.2012 | 598 927            | 348 943       | 189 876                   | 43 635                                         | 13 533                     | 761               | 2 179     |
| 01.01.2013 | 636 421            | 364 803       | 201 567                   | 51 342                                         | 15 639                     | 941               | 2 129     |
| 01.04.2013 | 691 672            | 408 783       | 205 864                   | 54 427                                         | 19 545                     | 945               | 2 107     |
| 01.07.2013 | 707 764            | 420 939       | 211 923                   | 53 023                                         | 18 968                     | 867               | 2 042     |
| 01.10.2013 | 716 260            | 428 935       | 207 084                   | 59 809                                         | 17 562                     | 808               | 2 063     |
| 01.01.2014 | 728 864            | 436 764       | 214 394                   | 58 949                                         | 15 963                     | 781               | 2 012     |
| 01.04.2014 | 715 892            | 432 735       | 214 044                   | 50 863                                         | 15 475                     | 771               | 2 004     |
| 01.07.2014 | 732 779            | 450 567       | 208 859                   | 54 557                                         | 16 225                     | 682               | 1 888     |
| 01.10.2014 | 680 857            | 423 411       | 192 250                   | 46 926                                         | 15 815                     | 635               | 1 821     |
| 01.01.2015 | 599 901            | 376 246       | 171 450                   | 39 257                                         | 10 599                     | 580               | 1 770     |
| 01.04.2015 | 556 420            | 357 488       | 154 178                   | 31 270                                         | 11 198                     | 513               | 1 773     |
| 01.07.2015 | 556 016            | 360 421       | 148 920                   | 34 105                                         | 10 258                     | 573               | 1 738     |
| 01.10.2015 | 537 076            | 354 431       | 139 923                   | 30 059                                         | 10 363                     | 594               | 1 706     |
| 01.01.2016 | 519 101            | 345 100       | 131 733                   | 28 747                                         | 11 716                     | 564               | 1 240     |
| 01.04.2016 | 521 211            | 348 460       | 129 802                   | 30 273                                         | 10 857                     | 583               | 1 237     |
| 01.07.2016 | 524 545            | 350 100       | 127 734                   | 34 311                                         | 10 728                     | 591               | 1 081     |
| 01.10.2016 | 520 289            | 345 352       | 123 586                   | 38 647                                         | 10 960                     | 662               | 1 081     |
| 01.01.2017 | 514 132            | 343 255       | 119 395                   | 37 921                                         | 12 334                     | 212               | 1 045     |
| 01.10.2017 | 537 458            | 356 156       | 107 319                   | 50 638                                         | 22 243                     | 218               | 814       |
| 01.01.2019 | 453 749            | 312 301       | 85 292                    |                                                | 12 072                     |                   | 814       |
| 01.07.2020 | 477 200            |               |                           |                                                |                            |                   |           |
| 01.04.2021 | 459 300            |               |                           |                                                |                            |                   |           |
| 01.07.2021 | 471 400            |               |                           |                                                |                            |                   |           |
| 01.01.2022 | 478 200            |               |                           |                                                |                            |                   |           |
| 01.01.2023 | 381 800            |               |                           |                                                |                            |                   |           |
| 01.04.2023 | 357 900            |               |                           |                                                |                            |                   |           |
| 01.07.2023 | 347 700            |               |                           |                                                |                            |                   |           |
| 01.10.2023 | 329 500            |               |                           |                                                |                            |                   |           |
| 01.01.2024 | 316 800            |               |                           |                                                |                            |                   |           |
| 01.04.2024 | 304 000            |               |                           |                                                |                            |                   |           |
| 01.07.2024 | 306 100            |               |                           |                                                |                            |                   |           |
| 01.10.2024 | 293 400            |               |                           |                                                |                            |                   |           |
| 01.01.2025 | 290 400            |               |                           |                                                |                            |                   |           |
| 01.04.2025 | 312 400            |               |                           |                                                |                            |                   |           |

### Предполагаемые выплаты долга
Согласно данным ЦБ, объем погашения внешнего долга частного сектора в 2022 году составит 64 млрд $, в 2023-м — 38 млрд $. Однако, с учетом традиционного пересмотра графика платежей объем погашения может увеличиться — до 113 млрд $ (69 млрд $ — корпорации и 44 млрд $ — банки) в 2022 году и до 62 млрд $ (46 млрд $ и 16 млрд $) в 2023-м, оценили аналитики Центра развития ВШЭ.

### Оценки состояния общего долга
По мнению экономистов Высшей школы экономики Андрея Васильевича Чернявского и Дарьи Авдеевой, несмотря на сокращение общего внешнего долга России в абсолютных цифрах из-за санкций, в относительных его показатели в 2016 г. ухудшались вследствие сокращения ВВП, обесценивания рубля и снижения экспорта вследствие падения мировых цен на энергоносители. Такое увеличение может стать самостоятельным фактором сокращения внутреннего российского потребления и накопления.
По сообщению ЦБ России 29 июля 2016 года, показатели устойчивости российской экономики к бремени внешнего долга ухудшились. Соотношение внешнего долга к ВВП достигло рекордной отметки за все время, покрываемое статистикой регулятора (с 2004 года), — 40 %. В 2014 этот показатель составлял 29 %. Обеспеченность внешнего долга валютными поступлениями снизилась до 12-летнего минимума, и к марту общая сумма задолженности на 44 % превышала годовые доходы страны от экспорта.
При этом на обслуживание внешнего долга (процентные платежи и погашения) на конец марта, должно было уходить 36 % всего притока валюты в Россию от экспорта. По методологии Счетной палаты, которую использует в своих материалах и российский ЦБ, это значение находится выше критического порога, составляющего 25 %. Показатель «платежи по внешнему долгу/экспорт» имеет ключевое значение при анализе платежеспособности дебитора. Критическим считается коэффициент, если расчетная сумма годовых платежей превышает 25 % экспорта, — говорится в материалах Счетной палаты, к которым отсылает ЦБ.

### Оценки состояния внешнего долга
На 1 января 2022 года внешний долг Российской Федерации составляет почти половину триллиона долларов США (478,2 миллиарда долларов США).

## Государственный внешний долг
Общая сумма современного внешнего государственного долга России представлена c 1991 по 2021 год.
| Дата             | Сумма, млрд долл. США |
| ---------------- | --------------------- |
| 1991, 25 декабря | 67,8                  |
| 1997, 31 декабря | ▲123,5                |
| 2000, 1 января   | ▲158,7                |
| 2001, 1 января   | ▼143,7                |
| 2002, 1 января   | ▼133,5                |
| 2003, 1 января   | ▼125,7                |
| 2004, 1 января   | ▼121,7                |
| 2005, 1 января   | ▼114,1                |
| 2006, 1 января   | ▼ 76,5                |
| 2007, 1 января   | ▼ 52,0                |
| 2008, 1 января   | ▼ 44,9                |
| 2009, 1 января   | ▼ 40,6                |
| 2010, 1 января   | ▼ 37,6                |
| 2011, 1 ноября   | ▼ 36,0                |
| 2012, 1 января   | ▼ 34,7                |
| 2013, 1 января   | ▲ 54,4                |
| 2014, 1 января   | ▲ 61,7                |
| 2015, 1 января   | ▼ 54,4                |
| 2015, 1 декабря  | ▼ 50                  |
| 2016, 1 января   | 50                    |
| 2016, 1 декабря  | ▲ 51,2                |
| 2017, 1 января   | 51,2                  |
| 2017, 1 декабря  | 51,2                  |
| 2018, 1 января   | ▼ 49,8                |
| 2018, 1 декабря  | ▼ 47,1                |
| 2019, 1 июня     | ▲ 51,3                |
| 2020, 1 октября  | ▲ 56,8                |
| 2021, 1 января   | ▼ 56,7                |

Вместе с уменьшением внешнего долга России происходил рост внутреннего долга. По данным Минфина, к 1 ноябрю 2018 года внутренний долг составил 9094,74 млрд рублей, что по курсу Центробанка России эквивалентно 138,65 млрд долларов США.

### Структура государственного внешнего долга
В качестве примера структуры источников заимствований государства приводится структура государственного внешнего долга по состоянию на 1 апреля 2024 года. Источник информации — официальный сайт министерства финансов Российской Федерации.
| Наименование | Сумма, млн долларов США | Эквивалент, млн евро |
| --- | ----------------------- | -------------------- |
| Государственный внешний долг Российской Федерации (включая обязательства бывшего СССР, принятые Российской Федерацией) | 52 805,1                | 49 004,3             |
| Задолженность перед официальными двусторонними кредиторами — не членами Парижского клуба                               | 209,6                   | 194,5                |
| Задолженность перед официальными многосторонними кредиторами                                                           | 1270,7                  | 1179,3               |
| Задолженность по внешним облигационным займам                                                                          | 32 723,4                | 30 368,1             |
| Прочая задолженность                                                                                                   | 22,1                    | 20,5                 |
| Государственные гарантии Российской Федерации в иностранной валюте                                                     | 18 579,2                | 17 241,9             |

- возможны неточности из-за округления

### Оценки состояния государственного долга
После кризиса 1998 года государственный долг стремительно сокращался, уменьшая и общий внешний долг. В результате длительных переговоров, к концу августа 2006 Россия осуществила досрочные выплаты 22,5 млрд долларов по кредитам Парижского клуба, после чего её государственный долг составил 53 млрд долларов (9 % ВВП). В 2008 году внешний долг составлял всего 5 % ВВП страны. На 19 декабря 2013 года — 55,8 млрд долларов, что является одним из самых низких показателей в Европе. По относительным показателям, российский внешний госдолг составляет 5-10 % от объёма ВВП страны. Государственный внешний долг России остаётся очень низким, в пределах 10 % к ВВП страны.
«Это приятная, хорошая информация: впервые в истории наши резервы полностью покрывают внешний долг как государства (он у нас очень небольшой), так и коммерческого сектора. И эти деньги работают, в том числе в полном объёме поступают в российский бюджет доходы от размещения средств в Фонде национального благосостояния», — заявил Владимир Путин в обращении к Федеральному собранию 20 февраля 2019 года.

### Санкционный кризис 2022 года
В начале 2022 года санкционная политика привела к отказу стран западной Европы и США от исполнения обязательств в своих валютах как в отношении российских государственных организаций так и многочисленных частных и юридических резидентов России. Невозможность распоряжаться счетами и вести расчеты в евро и долларах США привела к предложению со стороны России перевести расчеты в другие валюты, в первую очередь рубль. В марте 2022 года министр финансов России Антон Силуанов заявил, что Россия будет погашать внешние долги в рублях, а конвертировать их потом в валюту договорных обязательств можно будет при снятии ограничений с счетов России в долларах и евро. Общий внешний долг резидентов РФ на 1 января 2022 года, по данным ЦБ, составлял 478,2 миллиарда долларов, из которых долг государственных органов приходилось 62,56 миллиарда.
В третьем квартале 2022 года, по сообщению ЦБ, внешний долг РФ сократился на 34 млрд долларов или 7,2% до 436,8 млрд. Это — минимальный показатель внешней задолженности за 15 лет, с 1 июля 2007 года, тогда он составлял 399 млрд долларов. Также в период с января по сентябрь 2022 года снизилась внешняя задолженность банковского сектора на 8,8 млрд долларов или на 7,7% до 105,6 млрд долларов. Прочие сектора экономики тоже показали снижение внешней задолженности с девять месяцев 2022 года на 40,7 млрд долларов или на 13,4 % с 304,4 млрд долларов  до 263,7 млрд долларов.
В январе 2023 года Центробанк РФ сообщил, что внешний долг России по состоянию на начало 2023 года сократился на 20,8 %, что эквивалентно 100,4 миллиарда долларов. Как отметили в регуляторе, подобная динамика обусловлена уменьшением внешней задолженности «прочих секторов» по займам. На 1 января 2023 года внешний долг России составляет 381,8 миллиарда долларов. Ранее пресс-секретарь президента РФ Дмитрий Песков сообщил, что для обслуживания своего суверенного долга у страны есть деньги и она готова их платить, поэтому никаких причин для дефолта страны нет.
По информации Центробанка РФ, внешний долг России в первом квартале 2023 года достиг минимального показателя за 16 лет, снизившись на 22,6 млрд долларов, до 357,9 млрд долларов. Последний раз такой показатель был зафиксирован 1 апреля 2007 года.  За 2022 год внешние обязательства страны снизились на 21,1% или 101,8 млрд долларов, в основном за счет сокращения средств нерезидентов в российских банках, а также уменьшения объемов долгосрочных кредитов.  
В 2023 году показатель внешнего долга РФ впервые в истории страны упал ниже 15 %. По итогам второго квартала он составил 344 млрд долларов, то есть 14,96 % ВВП РФ или 2,3 тыс долларов на душу населения. По расчетом ЦБ, внешний долг РФ продолжил падать и в третьем квартале снизился еще на 4 %. «Коммерсант» отметил, что снижения уровня российского внешнего долга отмечалось на протяжении нескольких последних лет: с 31 % ВВП в 2020 году до 16,6 % — в 2022 году.
На 1 января 2025 года, по данным Центробанка РФ, внешний долг России составил 290,4 млрд долларов. За 2024 год данный показатель был снижен на 27,7 млрд долларов (8,7 %) и достиг наименьшего результата за последние 18 лет.